# STS-76
STS-76 var ett av NASAs rymdfärjeuppdrag till den ryska rymdstationen Mir. Uppdraget flögs med rymdfärjan Atlantis. Det var det 76:e rymdfärjeuppdraget och det 16:e uppdraget för Atlantis. STS-76 var också det tredje uppdraget med dockning med Mir under Shuttle-Mir-programmet.
Uppdraget medförde astronauten Shannon Lucid till laboratoriet. STS-76 sköts upp 22 mars 1996 klockan 03:13 EST från Kennedy Space Centers startramp 39B. Uppdraget varade i nio dagar och landade 31 mars 1996 på Edwards Air Force Base i Kalifornien. Landningen skedde på landningsbana 22 klockan 05:28 PST. STS-76 kretsade kring Jorden uppskattningsvis 145 gånger och färdades cirka 6,1 miljoner km (3,8 miljoner miles) innan den återinträdde i jordens atmosfär.
STS-76 förde med sig en enskild Spacehab-modul tillsammans med Lucid. Lucid ersatte NASA:s astronaut Norman Thagard.
Flygdag 6 utförde Linda Godwin och Michael Clifford USA:s första rymdpromenad kring två dockade rymdfarkoster, från två olika länder.